# Christian Anderson
Christian Anderson (* 4. Dezember 1974 in Berlin) ist ein ehemaliger US-amerikanisch-deutscher Basketballspieler, der in der Basketball-Bundesliga für TTL Bamberg sowie darüber hinaus für mehrere deutsche Zweitligisten auf dem Feld stand.

## Laufbahn
Anderson spielte in den Vereinigten Staaten Basketball auf Universitätsniveau am Atlanta Metropolitan College (1995–1997), am College of Charleston (1997/98) sowie an der Virginia Union University (1998–2000).
Im Jahr 2000 wechselte der 1,98 Meter große Flügelspieler ins Profigeschäft: Er trainierte zur Probe mit israelischen Vereinen, ehe er einen Vertrag beim Schweizer Nationalligisten BC Boncourt unterschrieb. Dort war Anderson mit einem Punkteschnitt von über 20 Punkten pro Spiel ein Leistungsträger.
Zur Saison 2001/02 wechselte Anderson zu TTL Bamberg in die deutsche Basketball-Bundesliga. Er bestritt für die Oberfranken 15 Einsätze in der Bundesliga und erzielte im Mittel 6,3 Punkte je Begegnung.
Im Spieljahr 2002/03 stand Anderson zunächst für Greenville Groove in der US-Liga NBDL auf dem Feld, ehe er während der Saison zum französischen Zweitligisten Golbey-Epinal wechselte. Ende des Jahres 2004 kehrte er nach Deutschland zurück und spielte kurzzeitig für den TSV Crailsheim in der 2. Basketball-Bundesliga, ehe er innerhalb der Liga zum TuS Iserlohn wechselte. Für Iserlohn erzielte er pro Spiel 21,6 Punkte.
Auch in der Folgesaison machte Anderson als offensivstarker Flügelspieler in der 2. Bundesliga auf sich aufmerksam: Er begann das Spieljahr 2005/06 als Mannschaftsmitglied von Erdgas Ehingen/Urspringschule, im Laufe der Saison wechselte er zu den NVV Lions Mönchengladbach. Im Hemd der Rheinländer verbuchte er statistisch pro Einsatz 25,5 Punkte. Anschließend spielte er kurzzeitig für die South Dragons in Australien.
Im Januar 2007 schloss er sich der BG 74 Göttingen (damals 2. Bundesliga) an, im Spieljahr 2007/08 stand er bei zwei verschiedenen Vereinen der spanischen Liga EBA unter Vertrag: Zunächst bei Valls-Felix Hotel, dann bei Embutidos Espana C.B.Gerindote.
Im Dezember 2008 schloss Anderson abermals einen Vertrag mit einem deutschen Klub, als er vom Regionalligisten BG Bitterfeld-Sandersdorf-Wolfen 06 verpflichtet wurde. Er spielte bis zum Ende der Saison 2009/10 für die Mannschaft.
Im Anschluss an seine Spielerzeit blieb Anderson dem Basketballsport als Trainer verbunden und wurde Assistenztrainer der Damen des Atlanta Metropolitan State Colleges. An der Uni hatte er einst selbst studiert und gespielt.
Auch seine Söhne (Christian und Lucai) schlugen Laufbahnen im Leistungsbasketball ein.